# Camila Gómez Ares
Camila Gómez Ares (* 26. Oktober 1994 in Buenos Aires) ist eine argentinische Fußballspielerin, die gegenwärtig vereinslos ist.

## Karriere

### Vereine
Gómez Ares spielte in ihrer Jugend zuletzt bis ins Jahr 2011 für den Club Defensores de Florida, einem im Stadtteil Retiro der Hauptstadt ansässigen Verein, Fußball. Im Seniorinnenbereich kam sie erstmals in der Saison 2011/12 für River Plate zum Einsatz. 2013 spielte sie für den Ligakonkurrenten UAI Urquiza, danach, 2014 ein zweites Mal für River Plate. Von 2015 bis 2022 war sie Spielerin von Boca Juniors, mit dem Verein sie fünfmal die Meisterschaft gewann, in der Spielzeit 2023 jeweils die Hin- und Rückrundenmeisterschaft.
Im Laufe der Spielzeit 2023 war sie kurzfristig für den chilenischen Verein CD Universidad de Concepción aus der gleichnamigen Stadt aktiv. Nach Buenos Aires zurückgekehrt, kam sie in der Clausura 2023 ein weiteres Mal für Boca Juniors zum Einsatz. Ihr letztes Pflichtspiel bestritt sie am 12. Oktober 2023 im letzten Spiel der Gruppe D im Wettbewerb der Copa Libertadores (südamerikanische Variante der UEFA Women’s Champions League) bei der 0:5-Niederlage im Auswärtsspiel gegen Internacional Porto Alegre.

### Nationalmannschaft
Gómez Ares spielte zunächst für die U20-Nationalmannschaft, mit der sie an der Weltmeisterschaft 2012 in Japan teilnahm, in allen drei Spielen der Gruppe C eingesetzt wurde und mit der Mannschaft als Gruppenvierter vorzeitig aus dem Turnier ausschied.
Ihr Debüt als Nationalspielerin gab sie am 20. August 2012 in Kōbe bei der 0:6-Niederlage gegen die U20-Nationalmannschaft Kanadas.
Im Seniorinnenbereich nahm sie mit der A-Nationalmannschaft am Turnier um die Copa América 2014 teil. Ihr einziges Turnierspiel bestritt sie am 14. September 2014 in Loja mit dem zweiten Spiel der Gruppe B, das mit 6:0 gegen die Nationalmannschaft Boliviens gewonnen wurde. Das Turnier wurde von ihrer Mannschaft nach der Finalrunde mit dem vierten Platz abgeschlossen.
Mit der A-Nationalmannschaft nahm sie ferner am Fußballturnier im Rahmen der Panamerikanischen Spiele 2015 in Toronto teil und wurde im dritten Spiel der Gruppe A, bei der 0:2-Niederlage gegen die Nationalmannschaft Kolumbiens mit Einwechselung für Florencia Quiñones in der 75. Minute, eingesetzt.
Am 15. Juli 2023 erzielte sie im Freundschaftsspiel gegen die Nationalmannschaft Perus mit dem Treffer zum 4:0-Endstand in der Nachspielzeit ihr erstes Länderspieltor. Ein weiteres in Freundschaft ausgetragenes Länderspiel bestritt sie am 31.10.23 in Valparaíso bei der 0:2-Niederlage gegen die Nationalmannschaft Mexikos.
Sie gehörte ferner zum Aufgebot für die Weltmeisterschaft 2023 in Australien und Neuseeland. Ihr einziges Turnierspiel bestritt sie am 2. August 2023 in Hamilton bei der 0:2-Niederlage gegen die Nationalmannschaft Schwedens.
Im Fußballturnier im Rahmen der Panamerikanischen Spiele 2023 in Santiago de Chile kam sie in fünf Spielen zum Einsatz, einschließlich dem mit 0:2 verlorenen Spiel um Platz 3 gegen die US-amerikanische Nationalmannschaft.
Sie nahm ebenfalls am Wettbewerb um den CONCACAF W Gold Cup 2024 in den Vereinigten Staaten teil. In der Gruppe A kam sie in allen drei Spielen zum Einsatz, wie auch im Viertelfinale am 3. März in Los Angeles bei der 1:5-Niederlage gegen die Nationalmannschaft Brasiliens mit Einwechslung für Aldana Cometti in der 58. Minute.

## Erfolge
Nationalmannschaft
- Vierter Fußballturnier Panamerikanische Spiele 2023
- Vierter Copa América 2014

Boca Juniors
- Argentinischer Meister 2020, 2021 Clausura,[8] 2022,[9] 2023 Apertura und Clausura